# Крымский субсредиземноморский лесной комплекс

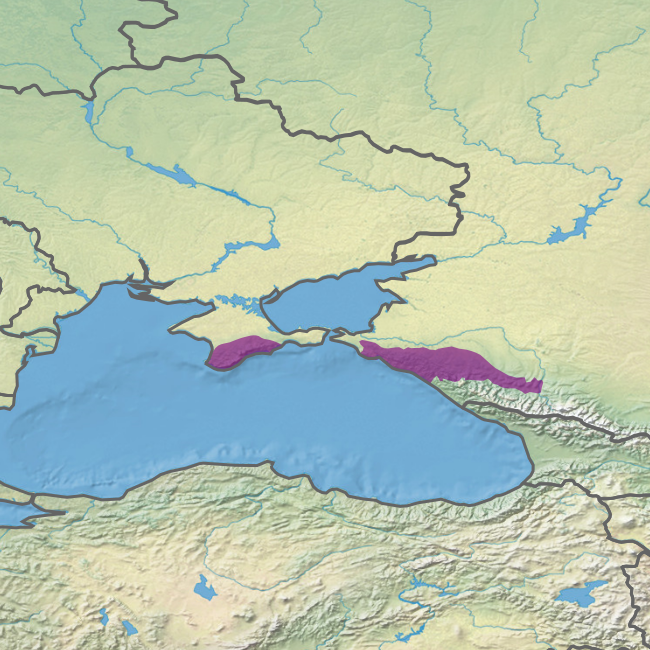
Географическое районирование

Крымский Субсредиземноморский лесной комплекс — экорегион, в умеренных смешанный лесах, встречающийся преимущественно в различных местах европейского юга  — в Крыму и в Краснодарском крае.

## Распространение
Экорегион состоит из двух прибрежных анклавов на северном побережье Чёрного моря; один занимает Южный берег Крыма, проникая частично в невысокие Крымские горы, другой занимает Черноморское побережье Краснодарского края, простирается на восток вдоль предгорий Северо-Западного склона Кавказского хребта.

## Описание
Климат и флора экорегиона напоминают Средиземноморье, с жарким сухим летом и мягкой, дождливой зимой.

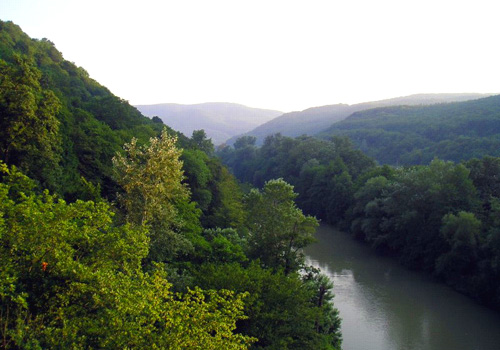
Типичный пейзаж около города Горячий Ключ

## Использование человеком
3144 км² или 10% заповеданы или защищены иными формами охраны среды.
Тёплое лето и мягкая зима этого региона делают его популярным курортом. Города и поселки в экорегиона включает Ялта, Алупка, Алушта, Севастополь, Геленджик, Новороссийск и другие. В подобных регионах из-за уникальности климата для соответствующих широт возможно выращивание нетипичных растений — кипарисов, кедров, секвой, пальм и других растений. В Никитском ботаническом саду также выращиваются южные декоративные культуры, есть попытки выращивания бананов и чая.